# Scorpaenodes steinitzi
Scorpaenodes steinitzi is een straalvinnige vissensoort uit de familie van schorpioenvissen (Scorpaenidae). De wetenschappelijke naam van de soort is voor het eerst geldig gepubliceerd in 1970 door Klausewitz & Fröiland.